# Boahuraa
Boahuraa est une petite île inhabitée des Maldives. 

## Géographie
Boahuraa est située dans le centre des Maldives, à l'Est de l'atoll Mulaku, dans la subdivision de Meemu. Elle voisine l'île plus grande de Muli.